# Scapanea frontalis
Scapanea frontalis – gatunek ważki z rodziny ważkowatych (Libellulidae); jedyny przedstawiciel rodzaju Scapanea. Występuje na Wielkich Antylach (Kuba, Jamajka, Haiti, Dominikana i Portoryko).